# Laguna Coachworks
Laguna Coachworks war ein Hersteller von Automobilen aus den USA.

## Unternehmensgeschichte
Frank Reisner gründete 1979 nach seinem Ausscheiden bei Automobili Intermeccanica das Unternehmen in Laguna Beach. Er produzierte Automobile. Der Markenname ist nicht überliefert. Insgesamt entstanden 13 Fahrzeuge, von denen 11 verkauft wurden. 1981 endete die Produktion.
Frank Reisner gründete 1982 Intermeccanica International in Kanada und setzte dort die Produktion fort.

## Fahrzeuge
Reisner übernahm zwölf Karosserien von seinem alten Unternehmen. Daraus fertigte er elf Fahrzeuge. Das Modell war eine Nachbildung des Porsche 356 Speedster. Auf ein gekürztes Fahrgestell vom VW Käfer wurde eine offene Karosserie aus Fiberglas montiert.
Die zwölfte Karosserie wandelte er ab und entwickelte daraus den Roadster.
Außerdem entwarf Reisner zusammen mit Peter Jacobi den Lexington. Dies war ein Cabriolet im Stil der 1930er Jahre, ähnlich dem Clenet. Das Fahrgestell kam von der Checker Motors Corporation. Die offene Karosserie bestand aus Fiberglas. Das Fahrzeug blieb ein Prototyp.